# Satanica
Satanica es el cuarto álbum de la banda polaca de black/death metal Behemoth lanzado en 1999.

## Lista de canciones
| N.º | Título                                       | Duración |  |
| 1.  | «Decade of Therion» ()                       | 03:19    |  |
| 2.  | «LAM»                                        | 04:13    |  |
| 3.  | «Ceremony of Shiva»                          | 03:32    |  |
| 4.  | «Of Sephirotic Transformation and Carnality» | 04:31    |  |
| 5.  | «The Sermon to the Hypocrites»               | 05:03    |  |
| 6.  | «Starspawn»                                  | 03:32    |  |
| 7.  | «The Alchemist's Dream»                      | 05:40    |  |
| 8.  | «Chant for Eschaton 2000» ()                 | 05:22    |  |

## Edición doble CD
La edición limitada de 2 CD contiene un CD bonus con pistas en vivo de Estrasburgo, Francia, 26 de febrero de 1999.
1. «Diableria (The Great Introduction)»
2. «The Thousand Plagues I Witness»
3. «Satan's Sword (I Have Become)»
4. «From the Pagan Vastlands»
5. «Driven by the Five-Winged Star»
6. «The Entrance to the Spheres of Mars»

## Créditos
- Adam "Nergal" Darski - Guitarra, bajo, sintetizadores, voces.
- Zbigniew Robert "Inferno" Promiński - Batería
- Leszek Dziegielewski|Leszek "L-Kaos" Dziegielewski - Guitarra
- Katarzyna Azarewicz - Consultación gramática